# За рекой, в тени деревьев (фильм)
«За рекой, в тени деревьев» (англ. Across the River and Into the Trees) — британо-итальянский художественный фильм режиссёра Паулы Ортис 2022 года. Экранизация одноимённого романа Эрнеста Хемингуэя. В главных ролях Лев Шрайбер, Матильда Де Анджелис, Лаура Моранте и Дэнни Хьюстон. Фильм открыл кинофестиваль Sun Valley Film Festival 30 марта 2022 года.

## Сюжет
Фильм рассказывает историю американского полковника Ричарда Кантуэлла, получившего физические и моральные травмы в результате войны, ищущего внутреннего мира и пытающегося смириться со своей собственной смертностью.
Полковник, понимая, что из-за больного сердца ему осталось недолго, решает провести несколько дней в Венеции, — под предлогом отдыха на утиной охоте. Избавившись от приставленного к нему простоватого и неподходящего для приятного путешествия сержанта-сопровождающего, полковник полагается на случайное течение событий. Для охоты полковнику необходимо купить ружьё, в поисках хорошего ружья полковник знакомится со старой и молодой графинями Кантарини. Старая графиня высокомерно отказывается продать раритетные ружья хоть семья отчаянно нуждается в деньгах, а молодая графиня Рената устраивает Кантуэллу экскурсию по ночной Венеции. Старая графиня даёт полковнику понять, что ружья все-таки продаются, — однако в Венеции такие вещи продаются определенным образом, а молодая графиня даёт понять, что испытывает к полковнику симпатию. Рената собирается выйти замуж за представителя богатой венецианской семьи, брак может укрепить неважное финансовое положение её семьи, однако молодая графиня не уверена в своем решении.
Кантуэлл пытается расследовать массовую казнь партизан фашистами в Триесте в 1943 году, — полковнику дают понять, что лучше не ворошить прошлое, жених Ренаты тоже не восторге от дружбы полковника с молодой графиней — двое неизвестных избивают полковника на безлюдной улице — кто-то определённо даёт понять полковнику, что его поведение им не нравится.
Полковник, благодаря одному из выживших итальянских партизан находит место погребения своего единственного сына, которого расстреляли фашисты. Выясняется, что полковник испытывает вину за гибель целой роты своих подчиненных. Самокопание и душевные муки полковника чудесным образом останавливает не такой уж и простой, как оказалось, сержант, который успокаивает полковника.
Получив ружья от молодой графини, полковник всё-таки отправляется на утиную охоту, и достойно ставит точку в своей жизни.

## В ролях
- Лев Шрайбер — полковник Ричард Кантуэлл
- Матильда Де Анджелис — Рената Контарини
- Лаура Моранте — Графиня Контарини
- Джош Хатчерсон — Джексон
- Дэнни Хьюстон — капитан Вес о’Нилл
- Сабрина Импаччиаторе — Агостина

## Производство
В 2016 году Пирс Броснан, Изабелла Росселлини и Мария Вальверде были утверждены на главные роли в экранизации романа Эрнеста Хемингуэя «За рекой, в тени деревьев», а Мартин Кэмпбелл был утверждён в качестве режиссёра фильма. 7 сентября 2020 года стало известно, что Паула Ортис займёт режиссёрское кресло вместо Кэмпбелла, а Лев Шрайбер был утверждён на главную роль полковника Ричарда Кантуэлла. На роли второго плана были утверждены: Матильда Де Анджелис, Лаура Моранте, Хавьер Камара и Джанкарло Джаннини. В ноябре к актёрскому составу присоединились Джош Хатчерсон, а в феврале 2021 года Дэнни Хьюстон.
Съёмки фильма должны были начаться в Венеции в октябре 2020 года в разгар пандемии COVID-19 в Италии. Оператором стал Хавьером Агирресаробе. 3 марта 2021 года в кинокомпании Screen International сообщили, что производство завершено, а монтажом фильма занимаются Кейт и Стюарт Бэрд.